# Kakuni

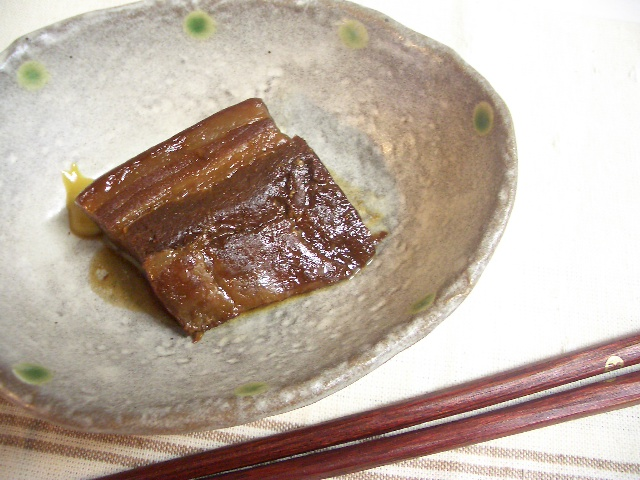
Kakuni.

Kakuni (em japonês: 角煮, "quadrado assado") é um prato típico da culinária japonesa, feito de carne de barriga do porco estufada. 
O kakuni é um meibutsu (produto regional célebre) de Nagasáqui; sua origem provavelmente é chinesa; é semelhante ao porco de Dongpo, embora não leve um molho tão pesado. Durante as dinastias Ming e Song, a principal rota comercial sino-japonesa passava por Hangzhou e Kyushu, e diversos chineses habitavam as cidades portuárias de Kyushu, como Nagasáqui (bem como diversos japoneses viviam em Hangzhou), o que popularizou o consumo de porco na região.

## Preparo
O kakuni é feito de cubos grossos de barriga de porco marinados em dashi, molho de soja, mirin, açúcar e saquê. É então cozido por um tempo longo em baixa temperatura, o que faz com que o colágeno se transforme em gelatina, mantendo a carne úmida e ao mesmo tenra, o que torna fácil o seu consumo com os hashi. Frequentemente é servida com cebolinha, daikon e karashi.